# Haraucourt-sur-Seille
Haraucourt-sur-Seille – miejscowość i gmina we Francji, w regionie Grand Est, w departamencie Mozela.
Według danych na rok 1990 gminę zamieszkiwało 136 osób, a gęstość zaludnienia wynosiła 17 osób/km² (wśród 2335 gmin Lotaryngii Haraucourt-sur-Seille plasuje się na 909. miejscu pod względem liczby ludności, natomiast pod względem powierzchni na miejscu 747.).